# Färjbäcken
Färjbäcken är en småort i Älvkarleby kommun, Uppsala län.